# Goreville
Goreville é uma vila localizada no estado americano de Illinois, no Condado de Johnson.

## Demografia
Segundo o censo americano de 2000, a sua população era de 938 habitantes.
Em 2006, foi estimada uma população de 999, um aumento de 61 (6.5%).

## Geografia
De acordo com o United States Census Bureau tem uma área de
4,2 km², dos quais 4,2 km² cobertos por terra e 0,0 km² cobertos por água. Goreville localiza-se a aproximadamente 169 m acima do nível do mar.

## Localidades na vizinhança
O diagrama seguinte representa as localidades num raio de 24 km ao redor de Goreville.